# Technopole du Futuroscope
 (juillet 2023).
Si vous disposez d'ouvrages ou d'articles de référence ou si vous connaissez des sites web de qualité traitant du thème abordé ici, merci de compléter l'article en donnant les références utiles à sa vérifiabilité et en les liant à la section « Notes et références ».

Logo de la technopole du Futuroscope

La technopole du Futuroscope, ou ZAC du Téléport, est une technopole française, située dans le département de la Vienne. Elle est implantée sur les communes de Jaunay-Marigny et Chasseneuil-du-Poitou, autour du Parc du Futuroscope, à 6 kilomètres au nord de Poitiers.

## Présentation

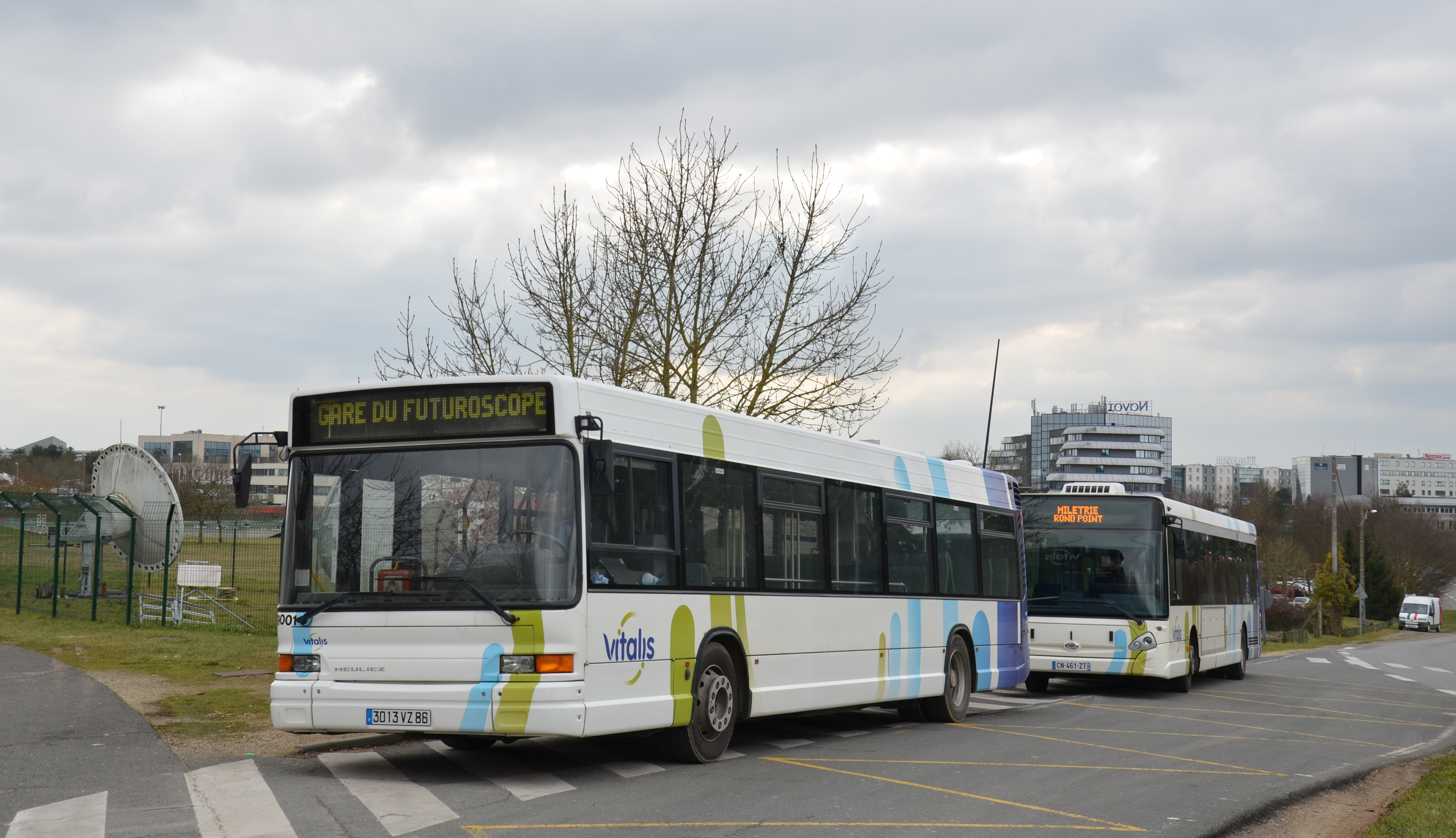
La technopole du Futuroscope est desservie par la ligne 1 du réseau Vitalis.

La technopole du Futuroscope a été créée à partir de 1987 à l'initiative de René Monory, ex-président du conseil général de la Vienne, et Thierry Breton, ex-ministre de l'Économie et des Finances. 
Le projet de départ du site du Futuroscope s'est organisé selon les termes « Travail, Loisir, Formation », c'est-à-dire le parc du Futuroscope en lui-même, ainsi qu'une aire d'activités technologiques rassemblant des entreprises, des organismes de formation et de recherche. 
La technopole du Futuroscope accueille sur 200 hectares 250 établissements, 7500 salariés (soit 6,5% de l'emploi hors secteur public du département), 500 chercheurs, 2000 lycéens et étudiants.
Favorisée par les lois de décentralisation de 1982, la technopole a été développée, en même temps que le Parc du Futuroscope, dans le but de « créer les conditions les plus favorables au développement d'un département rural en perte de vitesse » (dixit René Monory). Initialement appelée aire d'activités technologiques, puis ZAC du Téléport, la technopole du Futuroscope est encore aujourd'hui en développement permanent et est le poumon économique du département de la Vienne.
Un dicton a d'ailleurs été inventé dans les années 1990 à propos de son influence économique : « Quand le Futuroscope s'enrhume, la Vienne tousse. »[réf. souhaitée]
La technopole a reçu en juillet 2005 le label de pôle de compétitivité dans le secteur « Mobilité et Transports Avancés » (jusqu'en mai 2010).
Le site est également le lieu d'arrivée du marathon Poitiers-Futuroscope, organisé chaque année à la fin du mois de mai, depuis 2005.

### Sur le site du Futuroscope

#### Téléport 1

Le Palais des Congrès

Le Téléport 1 est la partie Est de la technopole, elle comprend notamment :
- Le Palais des congrès du Futuroscope : Il comprend notamment un hall d'exposition de 1 600 m2, trois amphithéâtres et un restaurant de 1 200 places. Ouvert en décembre 1995, il remplace l'ancien palais des congrès auparavant situé au sein-même du parc du Futuroscope.
- Les "@" : ensemble d'immeubles de bureaux, hôtels d'entreprises. Ils sont numérotés de l'@1, plus ancien, à l'@8. Les entreprises qu'ils abritent sont principalement des centres d'appels ou des établissements du secteur de l’économie de la connaissance et de la communication. On y retrouve notamment Carglass, Emil Frey France, Groupama Gan Vie, Areas ou encore des entités publiques comme Canopé ou le Centre de gestion de la fonction publique territoriale de la Vienne.
- Le SDIS 86 (Service départemental d’incendie et de secours de la Vienne), ouvert en 2007
- Le CEI (Centre d’Entreprises et d’Innovation), l'une des deux pépinière d'entreprises de Grand Poitiers, ouvert en 1988 et bénéficiant de 1 200 m2 à proposer aux créateurs d'entreprises.

Quelques hôtels sont implantés au Téléport 1 (Plaza et Altéora), ainsi qu'un restaurant KFC depuis avril 2010.
Annoncé en 2008, un projet de centre aquatique nommé Futuraqua devait voir le jour face à l'hôtel Plaza en 2010. Ce projet a finalement été abandonné. En 2022, le même terrain faisait l'objet d'un nouveau permis de construire. Il devait accueillir une partie du projet d'Institut international Joël Robuchon initié en 2015, avec une école de gastronomie et trois serres de culture maraîchères.

#### Téléport 2

L'ENSMA

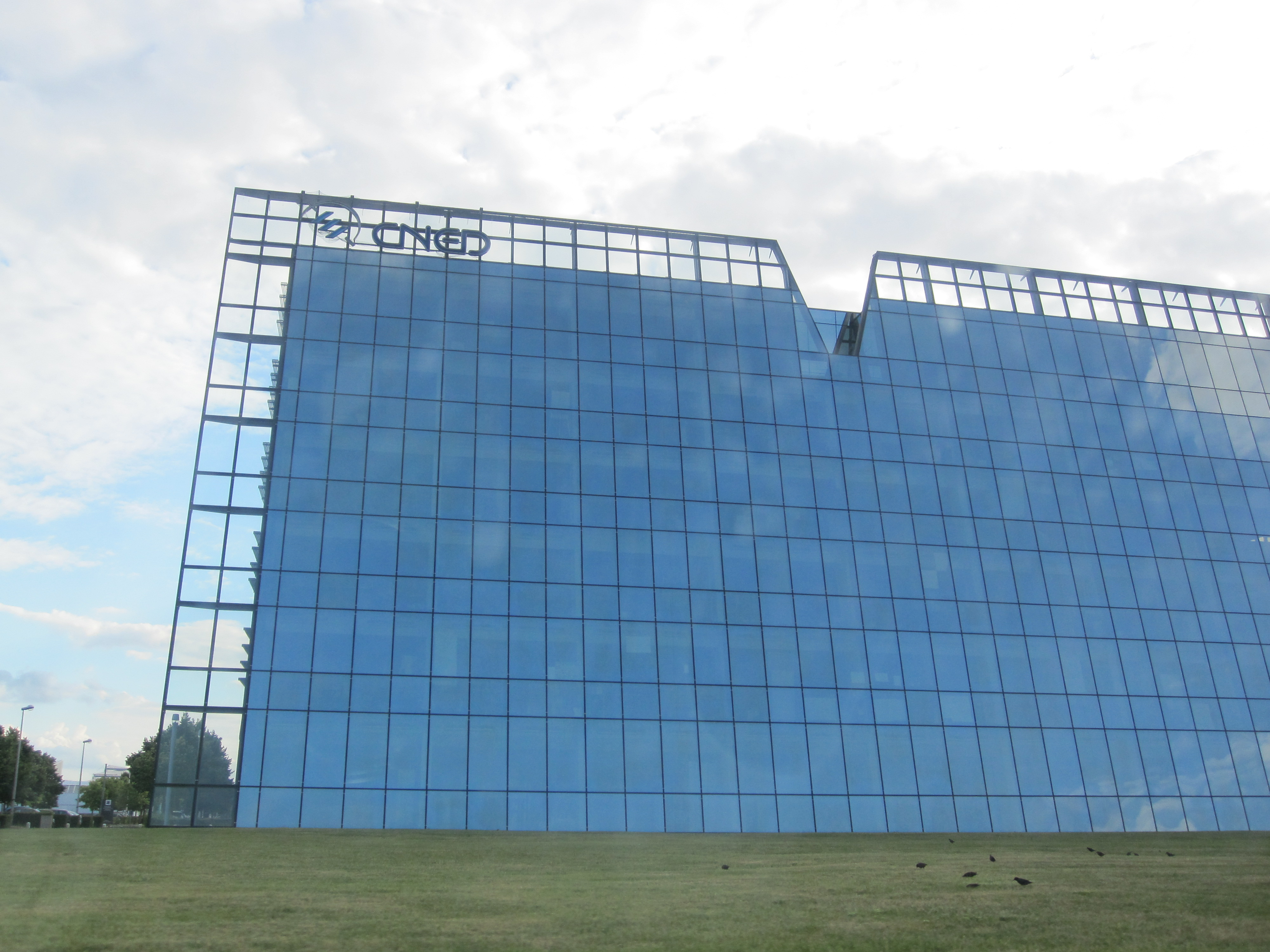
Le CNED

Le Téléport 2 comprend plusieurs établissements destinés à la formation, dont :
- L'ENSMA (École nationale supérieure de mécanique et d'aérotechnique) : ouverte en 1993, cette école d'ingénieurs est le bâtiment le plus grand de la technopole, un cylindre de 154 m de diamètre.
- La SP2MI (Faculté de sciences physiques, mathématiques, mécaniques et informatiques) : faculté dépendant de l'université de Poitiers (UP).
- Le Juriscope : Centre de documentation et d'information sur les droits juridiques internationaux
- La direction générale du Cned (Centre national d'enseignement à distance)
- L’Institut des hautes études de l'éducation et de la formation (IH2EF)

Des laboratoires de recherche disposent de locaux à l'image de l'institut Pprime, le LIAS (Laboratoire d'informatique et d'automatique pour les systèmes) ou encore le LMA (Laboratoire de mathématique et applications).
Le Téléport 2 comprend aussi une zone piétonne offrant quelques offres de restauration et des résidences pour étudiants (CROUS de Poitiers)
La présence de ces différents établissements de formation sur le Téléport 2 a valu à la technopole du Futuroscope son titre de Cité des Savoirs en juillet 2007.

#### Téléport 3
Le Téléport 3 est principalement occupé par des hôtels, des logements, et une agence France Travail.

#### Téléport 4
Le Téléport 4 comprend notamment :
- Le bâtiment Téléport (ex France Télécom) occupé par l'école des DJ UCPA [4]depuis 2014.
- Des ensembles de bureaux (bâtiments Astérama, Futuropolis et centre d'affaires Futuropole)
- Le Cned Institut de Poitiers Futuroscope : Formations en Langues, Gestion (BTS, Licence, Maîtrise), Sciences de l'éducation et FLE (Français langue étrangère).

Le Téléport 4 comprend aussi des hôtels (Ibis, Novotel, Hôtel du Futuroscope).

#### Téléport 5
Le Téléport 5 est la toute première partie de la technopole ayant vu le jour en 1987. Il se situe sur la commune de Jaunay-Marigny.
Il comprend :
- Le Lycée pilote innovant international (LP2I) : ouvert en septembre 1987, il s'agit du tout premier établissement scolaire câblé.
- Le Cned Audiovisuel : Studios et régies à mission pédagogique.

Il comprend également le bâtiment du Lotus (dénommé ainsi de par sa forme), qui a été occupé par l'Institut international de la prospective (2IP) ouvert en 1987 et fermé en 2009.

### Les «Viennopôles»
Depuis quelques années, le Conseil départemental de la Vienne souhaite étendre les activités de la technopole en milieu rural. Il s'agit en quelque sorte d'une petite décentralisation au cœur même du département de la Vienne. Plusieurs de ces "viennopôles" sont rattachés à la technopole du Futuroscope, sous le terme Téléports.

#### Téléport 6
Le Téléport 6, opérationnel depuis début 2002, est implanté sur la Zone Industrielle Nord de Loudun, à 40 kilomètres au nord-ouest du site du Futuroscope. Ses infrastructures disposent d'une connexion internet à très haut débit (145 Mbit/s).

#### Téléport 7
Le Téléport 7 en service depuis début 2003, se situe à Chauvigny, à 20 kilomètres à l'est du site du Futuroscope.

#### Téléport 8
La zone d'activités de Chalembert, à Jaunay-Marigny, située à 500 mètres seulement au nord de la technopole, y est rattachée depuis juin 2010 sous le nom Téléport 8.

#### Téléport 9
Le "I Parc", au nord-est de Jaunay-Marigny, est également rattaché à la technopole du Futuroscope depuis juin 2010 en tant que Téléport 9.